# Jiří Strass
Jiří Strass (* 8. Oktober 1912 in Böhmen, Österreich-Ungarn; †  um den 30. Oktober 1944 im KZ Auschwitz) war ein tschechischer Theaterschauspieler, Theaterregisseur und Holocaustopfer.

## Leben
Jiří Strass begann seine Bühnenlaufbahn in den 1930er Jahren als Schauspieler und Kabarettist in der tschechischen Provinz. In Chrudim wurde der Jude Strass inmitten des Zweiten Weltkriegs von deutschen Stellen verhaftet und vom nahegelegenen Pardubitz am 5. Dezember 1942 in das Ghetto Theresienstadt deportiert. Hier schloss Strass sich der kleinen, sehr engagierten Theaterszene an und wurde als Regisseur für Karel Švenks Theatertruppe aktiv. Zu seinen Inszenierungen zählte 1943 das Stück Das fatale Schicksal der Liebe.
Am 28. Oktober 1944 wurde Strass mit dem letzten Zug, der Theresienstadt verließ, gemeinsam mit den deutschen Filmkollegen Otto Wallburg und Kurt Gerron in das Vernichtungslager Auschwitz verschleppt. Dort wurde Jiří Strass, wohl wie die zuvor Genannten, gleich nach der Ankunft ermordet.